# Street-hockey
Le terme street hockey désigne dans beaucoup de pays (notamment la France) le simple fait de jouer au hockey dans la rue, que ce soit à pied ou à patins à roulettes. Dans d'autres pays (tel que le Canada[réf. nécessaire]), il désigne un sport structuré se pratiquant en compétition. Ce qui suit concerne le sport structuré.
 (août 2024).
Si vous disposez d'ouvrages ou d'articles de référence ou si vous connaissez des sites web de qualité traitant du thème abordé ici, merci de compléter l'article en donnant les références utiles à sa vérifiabilité et en les liant à la section « Notes et références ».
En France, le street-hockey se rapproche plus de la pratique du floorball, qui est largement pratiqué dans les écoles et centre péri-scolaire mais aussi de manière officielle.
La première ligue structurée est créée au Canada en 1960 puis d'autres sont créées aux États-Unis en 1970, en Autriche, en Tchéquie et en Slovaquie dans les années 1980, puis en Finlande, en Allemagne, au Japon et en Suisse dans les années 1990.
La fédération internationale de hockey-balle et street (en) (ISBH) est fondée en 1993. Les premières compétitions internationales se déroulent en 1995 et les premiers championnats du monde ont lieu en 1996 à Bratislava.
Le street-hockey est un sport très similaire au hockey sur glace mais il se joue sur du bitume. Ses règles simples et son matériel peu cher en font un sport accessible à tous. Le street-hockey se joue sans rollers ni patins à glace, mais avec une balle en plastique d'environ 75 g au lieu d’un palet, des gants de hockey et des crosses de hockey.
Au niveau international, ce sport se pratique entre deux équipes de cinq joueurs de terrain et un gardien. Le nombre minimum de joueurs par équipe est de 11. Les dimensions, les lignes bleues, la ligne rouge et les buts sont identiques à ceux qui sont utilisés pour le hockey sur glace. Deux arbitres dirigent le jeu. 
Bien que similaire en apparence, le floorball est bien différent du street-hockey. En effet, ce dernier ne se joue pas forcément en salle et les contacts corporels sont permis. Les crosses sont également différentes.

## Le street-hockey au Québec
En moins de 10 ans, le street hockey (plus connu sous le nom de dek hockey ou hockey balle au Québec), est devenu l'un des sports les plus pratiqués dans la province. Bien qu'il n'existe pas de chiffres officiels, on estime qu'il y aurait entre 75 000 et 100 000 joueurs au Québec. Ce sport connait une forte croissance au Québec.
L'équipement peu dispendieux et l’accessibilité contribuent à sa popularité. De plus, il s'agit d'un sport quatre saisons. On retrouve des installations professionnelles intérieures et extérieures. Ces installations sont réparties un peu partout dans la province.
Ce sport comporte plusieurs styles de jeu et permet à tout le monde de le pratiquer. On y retrouve des catégories mixtes, masculines, féminines, ainsi que des catégories classées par lettre, afin de créer des parties compétitives et égalitaires pour tous[pas clair]. Il y a des ligues à trois contre trois (surface de 100’ x 50’), quatre contre quatre (surface de 120’ x 60’) et cinq contre cinq (surface de 200’ x 100’).

## Autres appellations populaires
D'autres appellations populaires de ce sport en vigueur au Canada français sont « hockey cosom » (initialement une marque de commerce fournissant de l'équipement pour ce sport) et « hockey bottine », quoique ces termes se réfèrent généralement au jeu amateur et plus rarement aux ligues structurées. Le « hockey bottine » se joue uniquement en chaussures. Au Québec, le street-hockey est aussi connu sous le nom de « dek hockey ». Il y en a d'ailleurs plusieurs centres de « dek hockey » qui accueillent des équipes autant à l'intérieur qu'à l'extérieur. 
Au « hockey cosom », les joueurs peuvent porter un casque, des gants, des genouillères et des coudes ; ils doivent même le faire dans certains gymnases publics ou privés. Quant au gardien, l'équipement de protection est semblable à celui du hockey sur glace, mais de dimensions réduites. Il arrive qu'en raison des dimensions de la surface de jeu, ou pour ouvrir le jeu, des ligues se forment pour des équipes où le nombre de joueurs par équipe sur la surface de jeu est réduit à quatre ou à trois, en plus du gardien.

## Ligues professionnelles
La ligue nationale de hockey balle (LNHB) est la première ligue professionnelle de street-hockey. On y pratique le street-hockey dans sa formule du trois contre trois. Elle est créée en 2021 et réunie 12 équipes venant de différentes villes du Québec.